# Edward Hirsh
Edward „Ed“ T. Hirsh (* 20. Jahrhundert) ist ein Spezialeffektkünstler.

## Leben
Hirsh ist seit Anfang der 1980er Jahre bei Industrial Light & Magic tätig. Sein Debüt hatte er 1980 mit Star Wars: Das Imperium schlägt zurück bei der Modell-Unit, darauf folgten unter anderem Jäger des verlorenen Schatzes und E.T. – Der Außerirdische. Hirsh arbeitete an acht Filmen für Regisseur Steven Spielberg. Unter anderem war er auch für Tobe Hooper, Joe Dante, Ron Howard und Ethan und Joel Coen tätig.
2002 war er für Michael Bays Kriegsfilm Pearl Harbor gemeinsam mit Eric Brevig, John Frazier und Ben Snow für den Oscar in der Kategorie Beste visuelle Effekte nominiert, die Auszeichnung in diesem Jahr ging jedoch an Peter Jacksons Der Herr der Ringe: Die Gefährten. Auch bei den BAFTA-Awards ging er in der Kategorie Beste visuelle Effekte für seine Arbeit bei Gangs of New York leer aus.
Insgesamt war er an 50 internationalen Produktionen beteiligt.

## Filmografie (Auswahl)
- 1980: Das Imperium schlägt zurück (The Empire Strikes Back)
- 1981: Jäger des verlorenen Schatzes (Raiders of the Lost Ark)
- 1982: E.T. – Der Außerirdische (E.T. the Extra-Terrestrial)
- 1982: Poltergeist
- 1982: Star Trek II: Der Zorn des Khan (Star Trek II: The Wrath of Khan)
- 1983: Die Rückkehr der Jedi-Ritter (Return of the Jedi)
- 1984: Indiana Jones und der Tempel des Todes (Indiana Jones and the Temple of Doom)
- 1986: Star Trek IV: Zurück in die Gegenwart (Star Trek IV: The Voyage Home)
- 1989: Indiana Jones und der letzte Kreuzzug (Indiana Jones and the Last Crusade)
- 1990: Stirb Langsam 2 (Die Hard 2: Die Harder)
- 1991: Hook
- 1994: Star Trek: Treffen der Generationen (Star Trek Generations)
- 1997: Men in Black
- 1997: Vergessene Welt: Jurassic Park (The Lost World: Jurassic Park)
- 2001: Pearl Harbor
- 2002: Men in Black II
- 2002: Gangs of New York
- 2003: Hulk
- 2005: Die Insel (The Island)
- 2008: WALL·E – Der Letzte räumt die Erde auf (WALL·E)
- 2009: Terminator: Die Erlösung (Terminator Salvation)

## Auszeichnungen (Auswahl)
- 2002: Oscar-Nominierung in der Kategorie Beste visuelle Effekte für Pearl Harbor
- 2003: BAFTA-Film-Award-Nominierung in der Kategorie Beste visuelle Effekte für Pearl Harbor